# Махно Іван Степанович
Іван Степанович Махно (нар. 12 травня 1947, м. Монастириська Тернопільської області) — радянський футболіст, захисник. Майстер спорту СРСР (1971).

## Життєпис
Перший тренер - І. М. Мізик.
Закінчив Київський інститут народного господарства у 1974 році. 
У 1966 році у складі хмельницького «Динамо» став віце-чемпіоном України.
У 1971 році став  чемпіоном України у складі «Кривбасу». 
Мешкає в Кривому Розі.

## Досягнення
- Чемпіон УРСР: 1971 р.